# Yaacov Turner

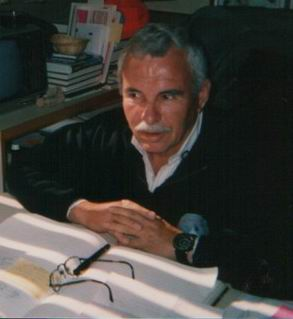
Yaacov Turner

Yaacov Turner (Hebreeuws: יעקב טרנר) (Kfar Yona (Centrum (Israël), 27 februari 1935 – 27 oktober 2024) was een Israëlisch politicus, piloot, beroepsmilitair en politiecommissaris. Hij behoorde tot de Arbeidspartij.
Turner ging in 1953 in militaire dienst. Hij vloog als piloot in de Zesdaagse Oorlog (1967), de Uitputtingsoorlog (1968-1970) en de Jom Kipoeroorlog (1973). Hij bereikte uiteindelijk de rang van brigadegeneraal.
Na het beëindigen van zijn dienst in 1985, werd hij officier bij de politie. Vanaf 1990 was hij commissaris-generaal (hoofd van de Israëlische politie), in 1993 zwaaide hij af.
Hierna richtte hij zich meer op zijn hobby's: amateurvliegen en de ontwikkeling van het Israëlische luchtmachtmuseum in de basis Hatzerim (bij Beër Sjeva). Van 1998 tot 2008 was hij burgemeester van Beër Sjeva.
Turner overleed in oktober 2024 op 89-jarige leeftijd.
- International Standard Name Identifier: 0000 0003 7047 0000
- Library of Congress Control Number: nr95038365
- Nationale Bibliotheek van Israël: 987007463031905171
- Virtual International Authority File: 237513278
- WorldCat: E39PBJkMF8bFfQHjgFbxRRRqcP